# Radicondoli
Radicondoli est une commune italienne de la province de Sienne, dans la région Toscane.

## Monuments et lieux touristiques
- Pieve di Santa Maria Assunta a Belforte
- Collegiata dei Santi Simone e Giuda
- Monastero di Santa Caterina della Rota
- Pieve di San Giovanni Battista (Pieve vecchia)

## Administration
| Période                                  | Période | Identité | Étiquette | Qualité |
| ---------------------------------------- | ------- | -------- | --------- | ------- |
|                                          |         |          |           |         |
| Les données manquantes sont à compléter. |         |          |           |         |

### Hameaux
Belforte.

### Communes limitrophes
Casole d'Elsa, Castelnuovo di Val di Cecina, Chiusdino, Montieri, Pomarance.